# Versace
Gianni Versace S.r.l. là hãng thời trang cao cấp của Ý, thường được biết đến dưới cái tên ngắn gọn hơn là Versace, được thành lập bởi Gianni Versace vào năm 1978.
Cửa hàng đầu tiên của Versace được khai trương vào năm 1978 ở phố Via della Spiga tại Milano và ngay lập tức trở nên nổi tiếng. Ngày nay, Versace là một trong những thương hiệu thời trang hàng đầu thế giới. Các sản phẩm quần áo, phụ kiện, nước hoa, đồ trang điểm và nội thất theo các thương hiệu khác nhau của Tập đoàn Versace, đều là những hàng hóa cao cấp.
Versace thường tuyển dụng một nhóm các nhà thiết kế và stylist làm việc theo đội, mỗi đội lại làm việc, thiết kế cho riêng một nhãn hiệu nào đó của Versace. Các nhóm các nhà thiết kế này làm việc dưới sự giám sát chặt chẽ và theo hướng dẫn của Donatella Versace.

## Lịch sử và hoạt động

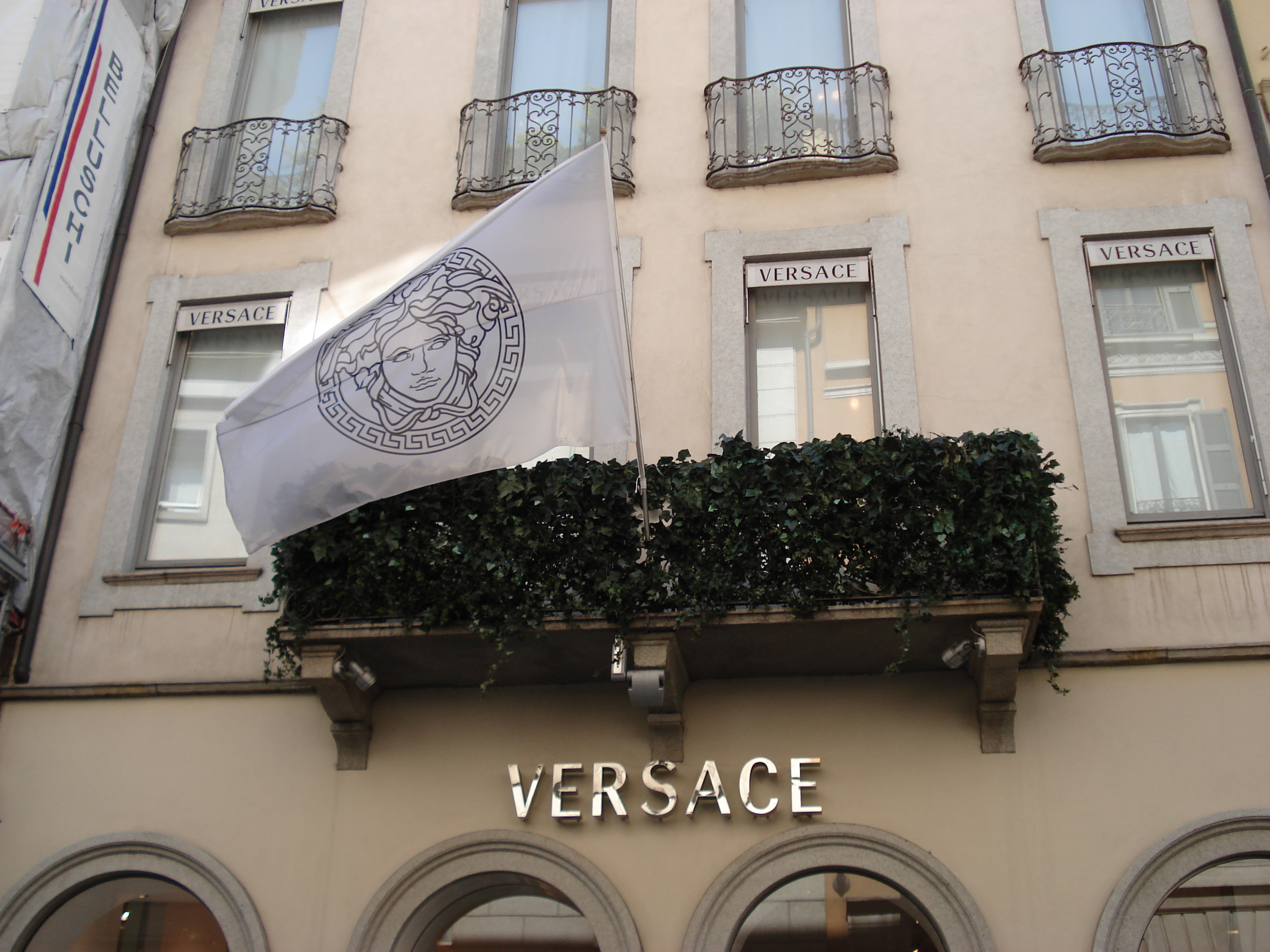
Một cửa hàng Versace tại Milan, Ý

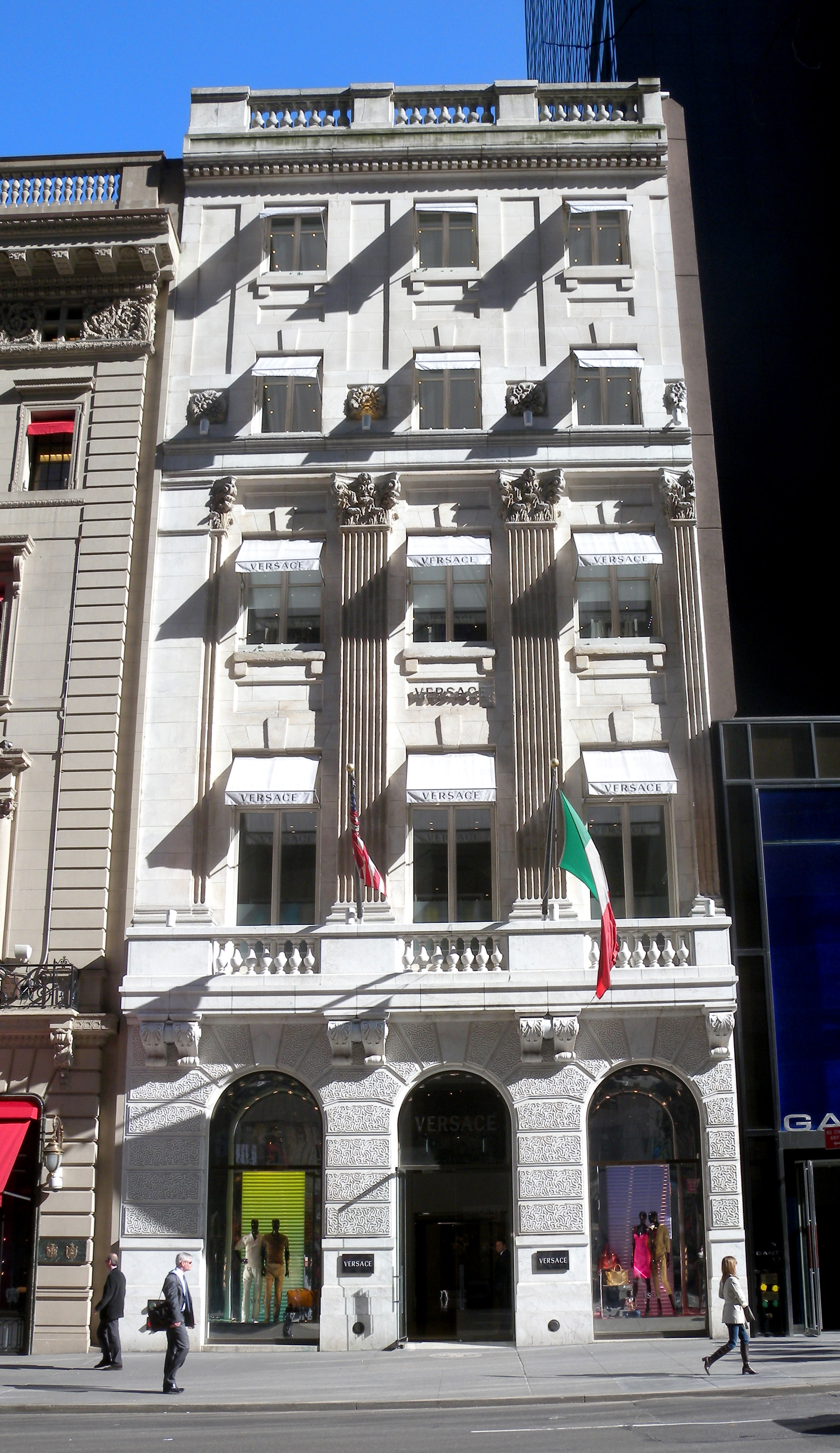
Tại Fifth Avenue, New York

Gianni Versace làm việc từ nhỏ với mẹ trong hiệu may của gia đình , cho đến ngày 05 Tháng 2 năm 1972. Trong những ngày khi ông rời khỏi thành phố Reggio Calabria đê chuyển đến Milano, ông đã bước đầu đưa ra một số bộ sưu tập cho Florentine Flowers. Trong cùng năm đó, ông cộng tác với De Parisini của Santa Margherita, và tên của Gianni Versace đã bắt đầu nổi tiếng trong giới thời trang của De Parisini di Santa Margherita . Năm 1976 Santo Versace, anh trai Gianni, sở hữu bằng kinh tế và kinh doanh, và có một studio ở Messina.. Hai anh em, cùng với Claudio Luti , quyết định mở một công ty mang tên Gianni. Tháng 3/1978, bộ sưu tập đầu tiên của Versace trình diễn tại Milano, đã giành được sự đánh giá cao.
Năm 1979, khởi đầu sự hợp tác quan trọng với nhiếp ảnh gia Richard Avedon, người sẽ ký kết thực hiện những chiến dịch quảng cáo đình đám nhất. Tiếp sau đó Versace đã cộng tác với các nhiếp ảnh gia nổi tiếng khác như: Helmut Newton, Bruce Weber, Herb Ritts và Steven Meisel . Ông đã dành sự quan tâm lớn đến các loại chất liệu cũng như các kiểu kết hợp đặc biệt cho mỗi chất liệu. Trong khi đó, các bộ sưu tập của Versace đang trở nên cực kì phá cách, quái đản: vào năm 1981, ông đã cho ra mắt một trang phục bằng lưới kim loại và vào cuối thập niên tám mươi, đã bùng nổ 1 vụ bê bối trên truyền thông. Mặc dù bị nhiều tai tiếng từ vụ bê bối trên nhưng vào tháng 4 năm 1995, tạp chí Time vẫn trao tặng cho ông danh hiệu người đàn ông của thời đại. Năm 1988, em gái của Gianni và Santo là Donatella tham gia vào công ty, và thực hiện công việc theo sự chỉ dẫn của Versace.
Năm 1991, thương hiệu Versace Signature được thành lập và vào năm 1993 là Versace Home Collection, dành riêng cho thiết kế nội thất. Trong những đầu thập niên 90 phát triển các dự án thử nghiệm Atelier từ trong phòng thí nghiệm để tạo ra các bộ sưu tập thời trang cao cấp, trình diễn lần đầu tiên vào tháng 1 năm 1990 tại Paris. Từ năm 1988 so với các dòngsản phẩm thời trang: Versace Jeans Couture và distrubite Versace Jeans Signature được cấp phép của IT Holding. Năm 1993 ông được chẩn đoán mắc loại bệnh ung thư ở tai trong, Versace không thể khỏi được bệnh ung thư, nhưng sau đó dự vào số kinh nghiệm của mình, ông đã quyết thuê nhân công bên ngoài để giải quyết một phần công việc mà gia đình ông đang gánh vác.
Ngày 15 Tháng 7 năm 1997, toàn thể công ty và toàn thế giới bị sốc bởi những tin tức về cái chết của Gianni Versace, ông bị ám sát bởi Andrew Cunanan, trong biệt thự của mình ở bờ biển Miami. Cái chết của nhà thiết kế này mang lại một cuộc khủng hoảng kinh tế không thể tránh khỏi của nhãn hiệu Versace vào năm 2004, Giancarlo Di Risio - Giám đốc điều hành Tập đoàn, những người tổ chức lại công ty loại bỏ đi một số giấy phép và cắt giảm một số chi phí. Nhiều năm sau, Santo Versace là anh trai của Gianni tuyên bố "Chúng tôi đã dành hai năm để phục hồi từ cái chết của Gianni Versace nhưng ông thực sự chết. Hiện nay chúng tôi đã lại có sức mạnh như khi ông còn sống." Sau cái chết của nhà thiết kế Versace, vị trí Giám đốc sáng tạo được chuyển sang cho Donatella Versace. Allegra Versace con gái của Donatella hiện đang sở hữu 50% tài sản của tập đoàn theo nguyện vọng cuối của Gianni Versace. Allegra Versace cũng là người đưa ra tiếng nói cuối cùng trong các công việc quan trọng của Versace .
Năm 1998 một cuộc triển lãm về Versace tại Bảo tàng Metropolitan Museum of Art, New York . Trong tháng 10 năm 2002 Gianni Versace đã được tổ chức 1 cuộc triển lãm tại Bảo Tàng Victoria và Albert tại London, dành riêng để nói về cuộc sống và các thiết kế, bộ sưu tập được biên soạn bởi nhà văn Claire Wilcox, tác giả của "The art and craft of Gianni Versace" . Năm 2007 cuốn sách The Myth Versace đã được xuất bản dành riêng cho cuộc sống của nhà thiết kế nổi tiếng Gianni Versace, được viết bởi Minnie Gastel .
Trong Lễ trao giải Grammy lần thứ 42 vào năm 2000, nữ ca sĩ người Latin Jennifer Lopez đã khoác lên mình chiếc váy "The Jungle Dress" với màu xanh ngọc bích độc nhất cùng hoạ tiết cây tre và lá cây vùng nhiệt đới. Vào thời điểm đó, bộ váy đã gây ra một sự càn quét lớn trên mạng internet, hàng triệu người khắp thế giới muốn được tìm thấy hình ảnh của chiếc váy ấy trên mạng internet nhưng điều đó là không thể vì lúc này Google Hình ảnh chưa từng được tồn tại. Nhờ sự càn quét ấy của "The Jungle Dress", ngay sau đó, Google đã công bố dịch vụ tìm kiếm mới của họ - Google Hình ảnh, và "The Jungle Dress" là một trong những bức ảnh được tìm kiếm đầu tiên ngay sau khi Google Hình ảnh được ra mắt. Có thể nói "The Jungle Dress" đã tạo "cảm hứng" cho đội ngũ kỹ sư của Google để tạo ra Google Hình ảnh mà chúng ta vẫn sử dụng ngày nay.
Tháng 9 năm 2017, trong khuôn khổ Tuần lễ Thời trang Milan 2017, Donatella Versace đã cho ra mắt bộ sưu tập thời trang nữ Xuân - Hè 2018 để bày tỏ sự tôn trọng và lòng biết ơn đối với những cống hiến của người anh Gianni Versace - người sáng lập nên Versace. Theo Donatella, 20 năm sau cái chết của anh trai mình, bà mới có thể có đủ khả năng và tinh thần sau khi trải qua sự mất mát to lớn ấy để cho ra mắt một bộ sưu tập để tưởng nhớ đến anh trai bà. Bộ sưu tập đã gây nên tiếng vang lớn đối với nền công nghiệp thời trang cao cấp toàn thế giới với những thiết kế và hoạ tiết đặc trưng vô cùng sang trọng của Versace.
Trong khuôn khổ Tuần lễ Thời Trang Milan 2019, Versace đã hợp tác cùng với Google để tái hiện lại chiếc váy "The Jungle Dress" trên sàn diễn BST Thời trang nữ Xuân - Hè 2020 với sự xuất hiện của nữ ca sĩ Jennifer Lopez.

## Phong cách Versace
- Cuối những năm 70 của: ra mắt, đánh dấu bằng các thử nghiệm và nghiên cứu.
- 80: Thời kỳ vàng son của Versace là một loạt các thí nghiệm, một số xu hướng và trái ngược như: chic, psichedelico, stampato, punk rock... Bộ sưu tập 1980-81 mang hơi hướm của thời kỳ Phục hưng rinascimentale-fantino. Trong suốt thập kỷ nghiên cứu phong cách mới, vật liệu mới (bằng da in hình, da, nhung), và bất đối xứng trong kết hợp, thêu là lưới kim loại laser, gia công và ren kết hợp với các vi tinh thể.
- Đầu những năm 90: "less is boring." Các bùng nổ của chủ nghĩa cực đoan và độ lệch tâm: năm 1991 phong cách cô gái chăn bò kết hợp với một hình ảnh cướp biển, và họa tiết hoa những năm 1700. Từ năm 1993, khi ông trở bệnh nặng, vào năm 1997 Gianni sử dụng phong cách có chiều sâu hơn cùng với cảm thụ cao.
- Cuối những năm 90: Thời kì của Donatella, kế tục sự nghiệp của anh trai bà, đánh dấu sự đặc trưng bởi sự cảm thụ sâu sắc.

## Phân phối

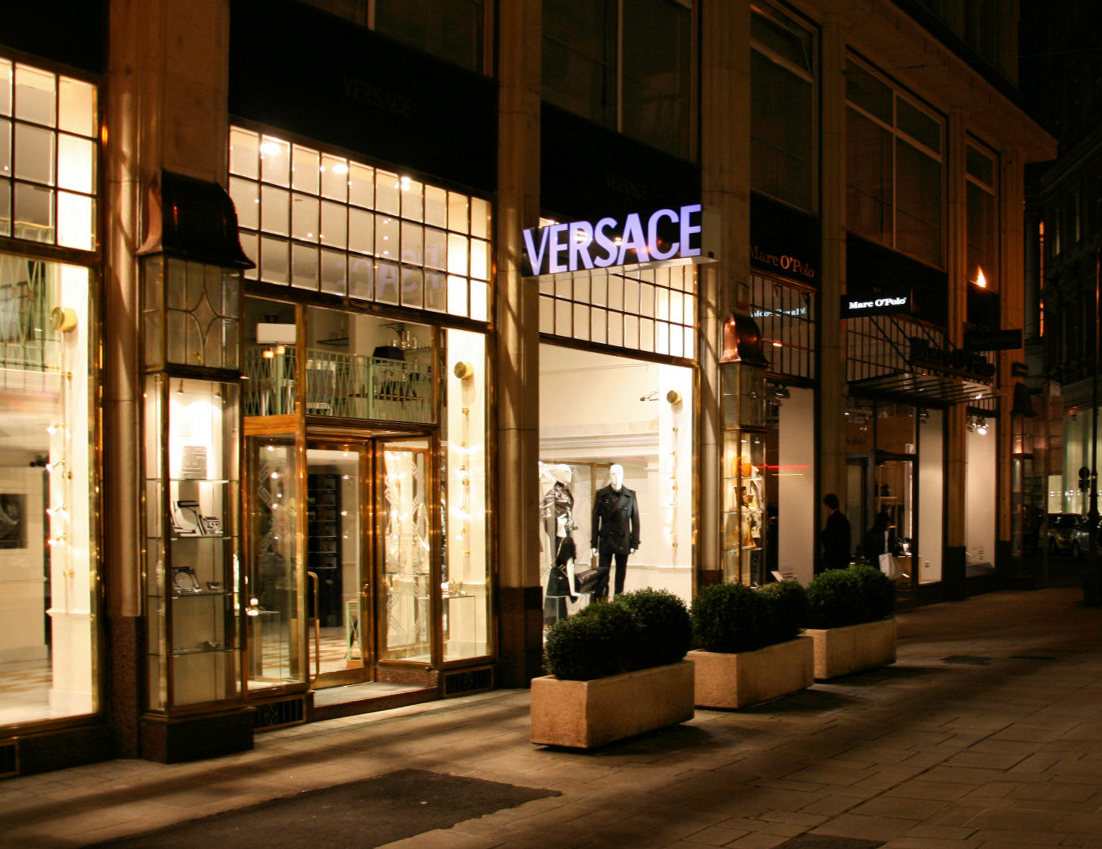
Cửa hàng Versace tại Viên.

Versace hiện có 81 cửa hàng hàng đầu trên toàn thế giới. Tại Bắc Mỹ gồm có các cửa hàng Versace tại: Atlanta, Bal Harbour, Beverly Hills, Dallas, Houston, Las Vegas, New York City, South Coast Plaza, Tysons Galleria và Vancouver, các cửa hàng khác ở Montreal, San Francisco, Boston, Orlando, Chicago, Chevy Chase, Philadelphia, và Maui (một số đã bị đóng cửa). Ngoài ra còn có hơn 123 cửa hàng Versace trong các hệ thống cửa hàng thời trang như: Neiman Marcus, Bergdorf Goodman và Saks Fifth Avenue.
Tuy nhiên, hầu hết các cửa hàng Versace phân phối tập trung ở châu Âu và châu Á. Các thành phố như London, Paris, Hong Kong, Tel Aviv, Tokyo và San Paulo có hơn một thương hiệu cửa Versace. Tại Ý, các cửa hàng Versace nằm ở Capri, Milano (ở phố Montenapoleone), Porto Cervo, Reggio Calabria, Roma (hai cửa hàng) và Venice. Tại Việt Nam, Versace chỉ có ở Thành phố Hồ Chí Minh (Union Square) và Hà Nội (Tràng Tiền Plaza).
Năm 2000, tại Gold Coast ở Úc, công ty đã khánh thành khách sạn Palazzo Versace.

## Sản phẩm thương hiệu

### Atelier Versace
Dòng thời trang cao cấp được sản xuất dưới tên Atelier Versace, và đã bắt đầu trình diễn trong nửa năm cuối của năm 2012.

#### Nước hoa Versace
- Bright Crystal (dành cho nữ)
- Crystal Noir (dành cho nữ)
- Essences (dành cho nữ)
- The Dreamer (dành cho nam)
- Versace (dành cho nữ)
- Versace pour Homme (dành cho nam)
- Versace Essences (dành cho nữ)
- Versace L Homme (dành cho nam)
- Versace Man (dành cho nam)
- Versace Man Eau Fraiche (dành cho nam)
- Versace Woman (dành cho nữ)

#### Nước hoa Versace Jeans
- Versace Blue Jeans (dành cho nam)
- Versace Red Jeans (dành cho nữ)
- Baby Rose Jeans (dành cho nữ)
- Baby Blue Jeans (dành cho nam)
- Jeans Couture Glam (dành cho nam)
- Jeans Couture Woman (dành cho nữ)
- Metal Jeans Ladies (dành cho nữ)

### Versace Home Collection
Versace Home Collection là từ năm 1992, dòng Versace dành riêng để trang trí nội thất. Được sản xuất bởi Versace Home Collection đồ nội thất, phụ kiện nhà, đèn, Khăn và gạch thủy tinh.

### Palazzo Versace
Được ra mắt lần đầu tiên vào năm 2000, Palazzo Versace là một dự án khách sạn - khu nghỉ dưỡng sang trọng cao cấp của tập đoàn Versace, dự án được triển khai với mục đích "cung cấp cho khách du lịch những cơ hội trải nghiệm trọn vẹn phong cách sống Versace".
Hiện tại, Palazzo Versace đã được mở cửa tại Gold Coast (Úc) vào năm 2000 và Dubai (UEA) vào năm 2015, địa điểm tiếp theo Palazzo Versace sẽ đặt chân đến là Macao (Trung Quốc)

### Versus
Versus Từ năm 2009 được cấp phép để Facchini Group - tập đoàn sản xuất và phân phối Sản phẩm: kính mát, phụ kiện và nước hoa. Versus đã được thiết kế bởi Christopher Kane từ năm 2009 cho đến xuân/hè 2013.